# One of These Nights (canção)
"One of These Nights" é uma canção escrita por Don Henley e Glenn Frey, gravada pela banda Eagles.
É o primeiro single do álbum homónimo.

## Paradas
Singles
| Ano  | Single                | Parada                | Posição |
| ---- | --------------------- | --------------------- | ------- |
| 1975 | "One of These Nights" | Billboard Pop Singles | 1       |